# Sporothrix schenckii
Sporothrix schenckii es una especie de hongo dimórfico encontrado en la naturaleza alrededor del mundo, en particular en áreas de temperaturas menores a 25 °C y la única especie del género Sporothrix causante de la enfermedad micótica en humanos llamada esporotricosis.

## Características

### Macroscópicas
Sporothrix schenckii es un hongo dimórfico, es decir existe en dos formas morfológicas dependiendo de la temperatura en que se encuentre el organismo. A 25°C, la colonia crece en su forma de moho, mientras que a temperaturas cercanas a los 37 °C las colonias crecen en su forma de levadura. El color de la levadura es un tanto más claro y cremoso que en el color marrón de su forma de hongo.

### Microscópicas
Igualmente, sus características microscópicas dependen de la temperatura. A 25 °C crecen en forma filamentosa con hifas hialinas y septadas y se observan conidióforas y conidias, las cuales tienden a agruparse en forma de margarita. A 37 °C, la forma de levadura es ovalada o de forma de cigarro o de lágrima.

### Cuerpo asteroide
El fenómeno de cuerpo asteroide se observa como una formación o disposición radiada de las levaduras concéntricas una de la otra es característico para Sporothrix schenckii y presente en material directo de las lesiones humanas o en biopsias histológicas por lo que tiene un valor diagnóstico importante.